# Japurá (Amazonas)
 Japurá  es un municipio de Brasil, situado en el estado de Amazonas.

## Geografía
Se localiza a una latitud de 01º49'34" sur y en una longitud de 66º35'56" oeste, estando a una altitud  de 50 metros. Su población estimada en 2004 era de 12.942 habitantes.
Posee un área de 56.042,99 km².